# Gasterellopsis silvicola
Gasterellopsis silvicola — вид грибів, що належить до монотипового роду  Gasterellopsis.